# 화산학

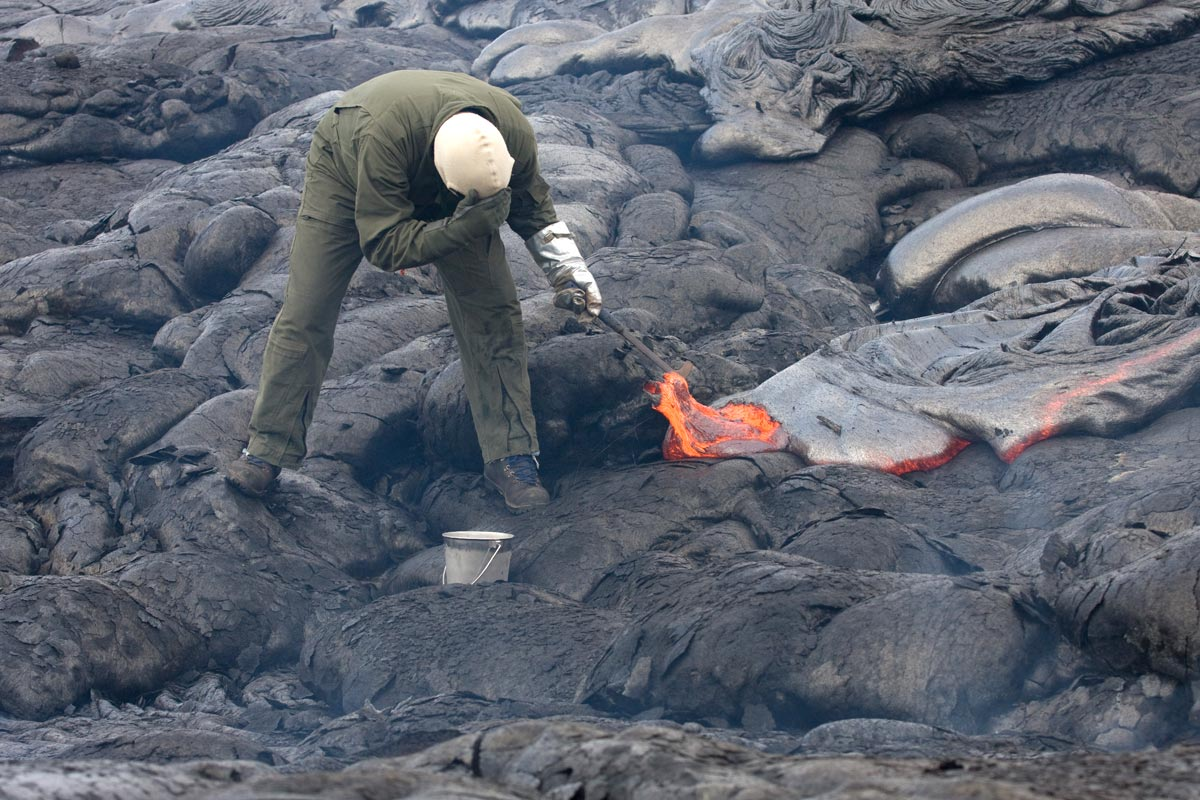
화산학자가 바위 해머와 물 바구니를 사용하여 용암 견본을 채취하고 있다.

화산학(火山學, 영어: volcanology)은 화산, 용암, 마그마 등의 지질학적 현상을 연구하는 학문이다.
화산학에 기대는 주제의 하나로 분화의 예측이 있다. 현재 예측을 위한 정확한 방법은 없지만 화산성 지진이나 미동, 공진, 분기, 화영, 소규모 분화 등의 발생 상황으로부터 대규모 분화의 직전에 예측을 하는 것이 가능한 경우도 있다. 주기적인 분화 기록이 있는 화산은 이러한 예측을 실시하기 쉽고 또 예측이 성공한 예도 있다.분화의 예측을 하는 것은 많은 생명들을 구하는 것에 연결된다.
한국에는 활화산이 없어 화산학 연구가 활발한 편은 아니지만, 백두산, 제주도, 울릉도 등은 화산 연구에 중요한 자료가 된다.

## 화산학자
화산 학자는 화산의 분화를 조사하기 때문에 자주 활발하게 활동하고 있는 화산으로 들어가 테프라, 암석, 용암의 샘플을 채취한다. 화산학자는 조사 중에 갑작스런 분화가 일어날 수 있기 때문에 가장 위험한 과학 직업의 하나이다.

## 같이 보기
- 지구과학 - 지질학, 암석학